# Municipio de Glenwood (condado de Clay)
El municipio de Glenwood (en inglés: Glenwood Township) es un municipio ubicado en el condado de Clay en el estado estadounidense de Dakota del Sur. En el año 2010 tenía una población de 208 habitantes y una densidad poblacional de 2,23 personas por km².

## Geografía
El municipio de Glenwood se encuentra ubicado en las coordenadas 43°2′50″N 96°51′17″O / 43.04722, -96.85472. Según la Oficina del Censo de los Estados Unidos, el municipio tiene una superficie total de 93.25 km², de la cual 93,21 km² corresponden a tierra firme y (0,04 %) 0,04 km² es agua.

## Demografía
Según el censo de 2010, había 208 personas residiendo en el municipio de Glenwood. La densidad de población era de 2,23 hab./km². De los 208 habitantes, el municipio de Glenwood estaba compuesto por el 97,6 % blancos, el 0,48 % eran asiáticos y el 1,92 % eran de una mezcla de razas. Del total de la población el 0 % eran hispanos o latinos de cualquier raza.